# Bar Kunar (huyện)
Bar Kunar là một huyện thuộc tỉnh Konar, Afghanistan. Dân số thời điểm năm 1999 là 21,473 người.